# Années 1940 av. J.-C.
Les années 1940 av. J.-C. couvrent les années de 1949 av. J.-C. à 1940 av. J.-C.

## Évènements

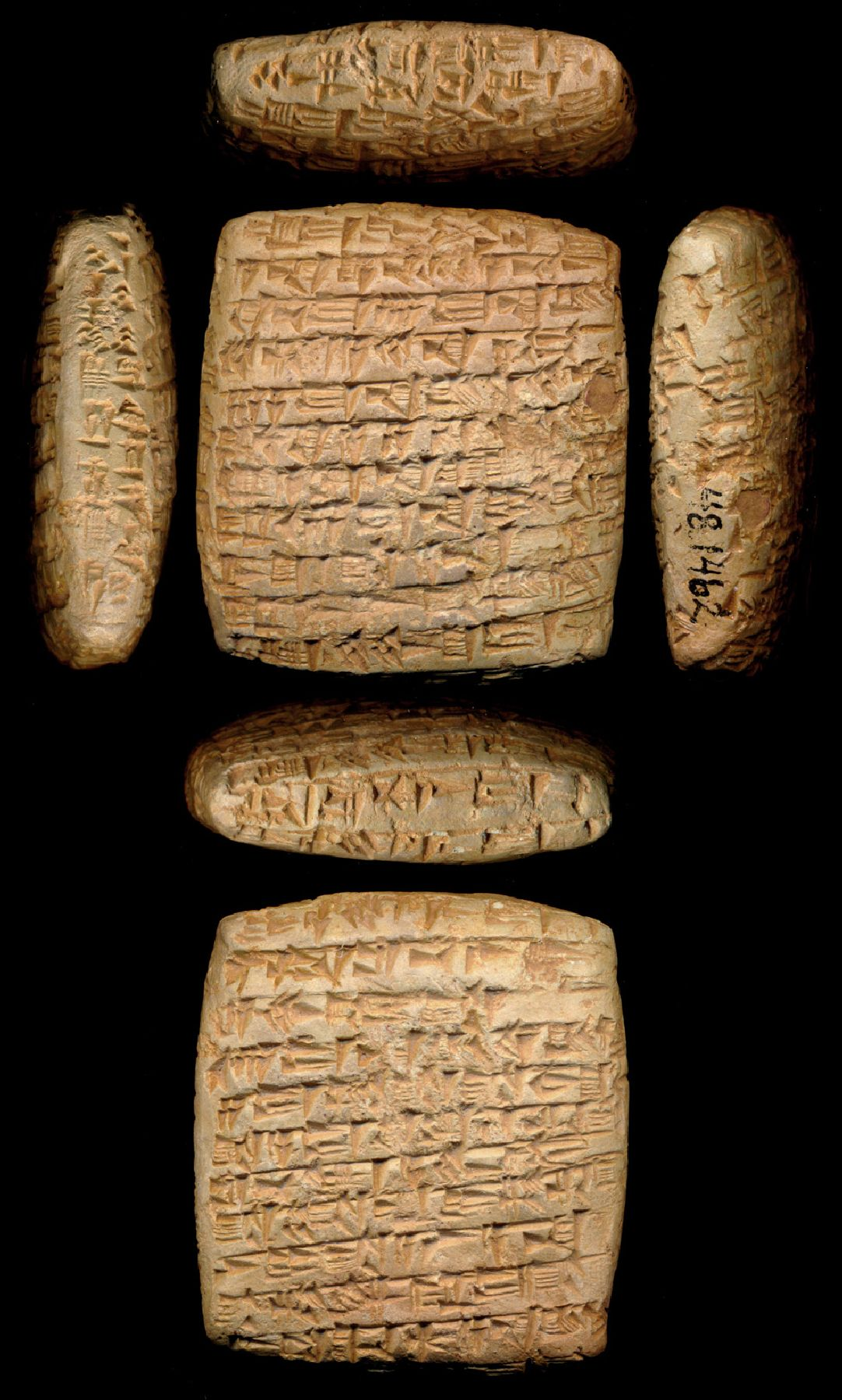
Lettre d’affaire découverte à Kanesh (vers 1850-1700 av. J.-C.)

- Vers 1950 av. J.-C. : les Assyriens établissent des colonies marchandes (Karum, qui désigne à l’origine le quai du port fluvial, puis par extension des entrepôts et ce que l’on peut considérer comme une chambre de commerce) et des agences (Warbartum) en Asie Mineure. Kanesh (Kültepe) en Cappadoce, est le centre (bît kârim) d’une vingtaine de comptoirs (Hattus, Purushattum, Kussar, Zalpa, etc.). Ces comptoirs sont séparés de la ville anatolienne. Les Assyriens mènent une vie indépendante, conservent leurs dieux et leurs coutumes. Ils détiennent le pouvoir économique, contrôlant la circulation et les prix des produits et sont maîtres du crédit. Le pouvoir politique reste aux mains des princes hittites (que les Assyriens appellent rabû, chef) installés dans des citadelles dominant le faubourg marchand. L’Anatolie est à cette époque une mosaïque de petites principautés indépendantes et rivales, gouvernées vraisemblablement par une administration de type palatial, mais à un stade encore peu développé[1]. De nombreuses villes prospèrent grâce aux richesses du pays et au commerce cappadocien (Hattusha, Acemhüyük et Karahüyük au centre, Beycesultan dans le sud-ouest, Troie au nord-ouest). Les Assyriens achètent aux Anatoliens de la laine, du cuivre, de l’or, de l’argent et leur vendent de l’étain et des tissus fins. Les bénéfices retirés sont très élevés, 100 % semble-t-il, dont le fisc prélevait quelque 40 %. Ce commerce est entre les mains des personnalités influentes de la cité, les éponymes qui donnent leur nom à l’année : ils gèrent l’ensemble de l’activité commerciale en contrôlant les marchandises à l’exportation, en avançant des capitaux, en fixant les prix et le taux de l’intérêt. De nombreuses tablettes cunéiformes, dites cappadociennes, ont été mises au jour sur les sites des colonies assyriennes (datées de 1940 à 1750 av. J.-C.). Il s’agit essentiellement de pièces comptables, de contrats, de minutes de procès, de lettres d’affaire, de reconnaissances de dettes, d’instruction.
- 1942 av. J.-C.[2] : fin du règne du roi Samium à Larsa, en Mésopotamie ; son fils Zabaia lui succède (1941-1933 av. J.-C.[2],[1]).